# Hierodule
Hierodulen (griechisch „heilige Diener“) waren in der Antike in weiterer Bedeutung so viel wie Priester überhaupt, in engerer die Gehilfen der Priester beiderlei Geschlechts, aus freiem Entschluss oder durch fremde Stiftung.
Die freiwillige Hierodulie bei den Griechen ist wahrscheinlich durch orientalischen Einfluss entstanden. Im Orient waren die Hierodulen Knechte, Diener der Priester, welche den um einen Tempel gelegenen heiligen Boden bebauten, um von dem Ertrag Priester und das Heiligtum zu erhalten. Ferner hatten sie die niederen Dienste des Tempels und des Kultus zu verrichten und die Musik und den Gesang bei den Opfern zu besorgen.
Die weiblichen Hierodulen gaben sich an einzelnen Orten den Tempelbesuchern gegen ein der Gottheit dargebrachtes Geschenk hin (Tempelprostitution). Strabon erwähnt einen Hierodulenstaat in Komana, den mehr als 6000 für den Priester eines mit weiten Ländereien ausgestatteten Tempels arbeitende Hierodulen bildeten. Das Heiligtum der Venus Erycina in Sizilien (siehe Erice) hatte von Alters her weibliche Hierodulen und wurde von Jungfrauen verwaltet.
In Hellas durften Tänzerinnen und Buhldirnen im Allgemeinen nicht als Hierodulen fungieren; speziell in Korinth aber waren die Hierodulen zugleich Hetären und entrichteten von ihrem Gewerbe der Göttin eine Steuer.
Schenkungen von Hierodulen, vorzugsweise nach Delphi, werden häufig erwähnt. Kriegsgefangene, welche als Hierodulen dem Schutz der Götter anheimfielen, hatten ihr Los nicht zu beklagen. Ein uralter Hierodulenstaat, der selbst dem Feind als unverletzlich galt, befand sich auf Delos; andere ähnliche Institute fanden sich zu Delphi, Dodona, Eleusis, Ephesos und an weiteren Orten.